# Peregrinación del adiós
La peregrinación del adiós (en árabe: حِجَّة ٱلْوَدَاع‎, romanizado: Ḥijjatu Al-Wadāʿ    ) se refiere a la única peregrinación Hach que Mahoma realizó en el año islámico 10 AH, después de la conquista de La Meca. Los musulmanes creen que el versículo 22:27 del Corán provocó su intención de realizarla ese año. Cuando Mahoma anunció esta intención, aproximadamente 100.000 de sus Sahaba se reunieron en Medina para realizar la peregrinación anual con él. Mahoma realizó la Hach Qirān, en que la Umrah y Hach se realizan juntas. El noveno día de Dhu al-Hijjah, el Día de Arafah, Mahoma pronunció el Sermón de despedida en la cima del Monte Arafat.
Su peregrinación definió varios de los rituales y ritos de la Hach y es uno de los momentos mejor registrados de su vida, transmitidos a través de sus sahaba, quienes lo acompañaron en esa ocasión, observando cada gesto suyo y que se ha convertido en precedente a seguir por los musulmanes de todo el mundo (sunnah).

## Historia
Muhammad había vivido en Medina durante 10 años desde la Hégira y no había participado en ninguna peregrinación Hach, aunque había realizado la Umrah en dos ocasiones anteriores. Los musulmanes creen que la revelación del versículo 27 de la Sura 22, Al Hajj: hizo que  se comprometiera con la peregrinación Hach ese año.

Y llama a la gente a la Peregrinación, que vengan a ti a pie o sobre cualquier montura, que vengan desde cualquier remoto camino.

Los musulmanes de Medina y regiones circundantes se le unieron para emprender el viaje. Mahoma nombró a Abu Dujana al-Ansari como gobernador de Medina durante su ausencia y el día 25 de Dhu al-Qadah (c. febrero de 632), salió de Medina, acompañado de todas sus esposas.

Antes de partir hacia La Meca, Mahoma se quedó en la Miqat Dhu al-Hulayfah y enseñó a los musulmanes la manera de llevar el Ihram. Primeramente realizó el Gusl, antes de ponerse su ihram, que se dice consistía en dos piezas de algodón blanco yemení sin coser. Luego realizó la oración Zuhr en el miqat antes de partir en un camello llamado Al Qaswa'. Prosiguió con su viaje hasta llegar a La Meca, ocho días después.

## La peregrinación Hach

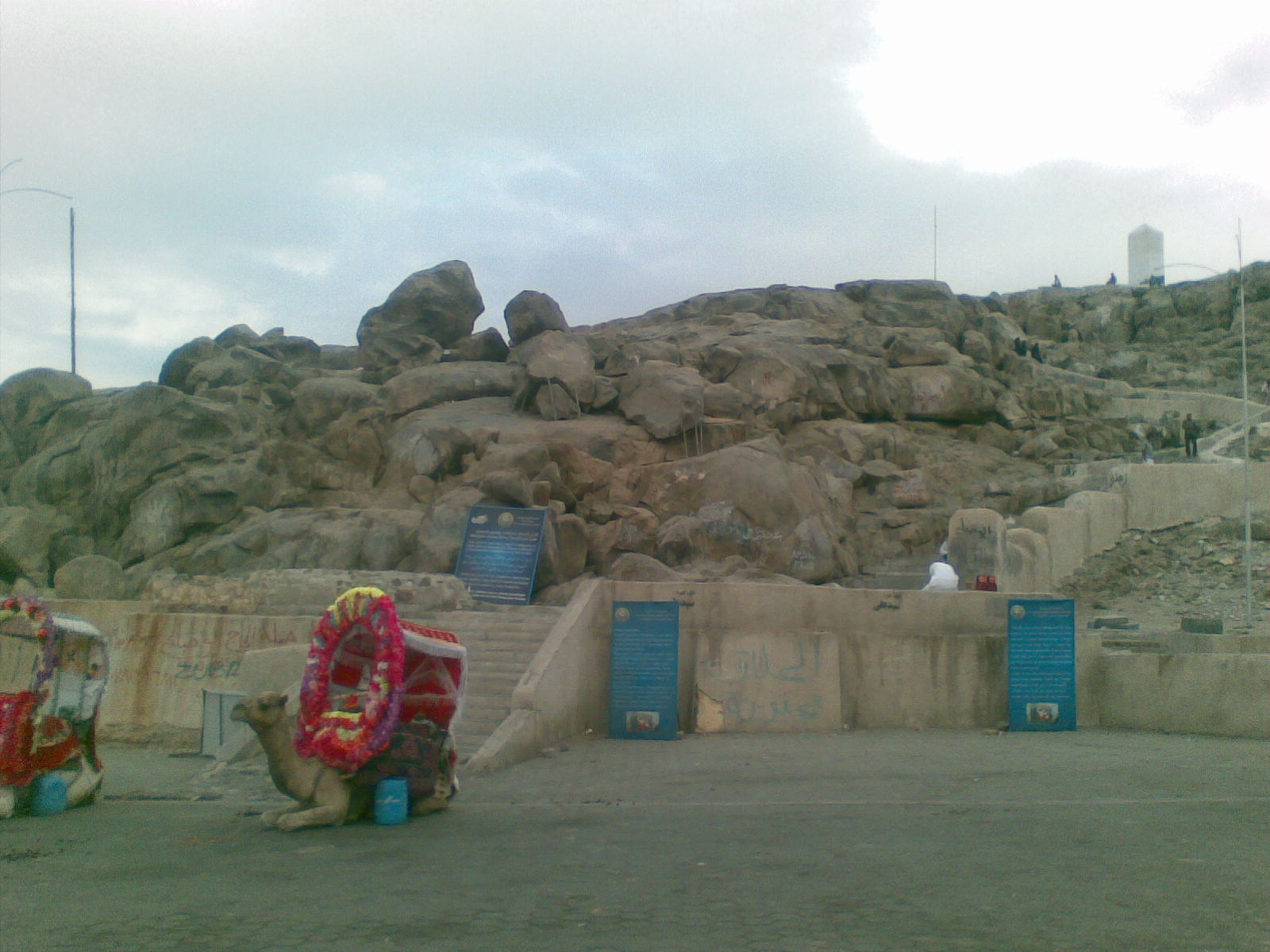
Monte Arafat, también conocido como Jabal Rahma, con el pilar de mármol blanco que marca el lugar en el que Muhammad pronunció el Sermón de Despedida.

Pasando la noche en Dhi Tuwa en las afueras de La Meca, Muhammad y sus compañeros llegaron a Másyid al-Haram al día siguiente. Entraron por lo que actualmente es la Puerta de Al Salam y se acercaron a la Kaaba. Luego procedió a circunvalar la Kaaba (tawaf), después de lo cual tocó y besó nuevamente la Piedra Negra. Después de sus oraciones, bebió del pozo de Zamzam, oró y luego continuó hacia las colinas de As Safa y Al Marwah, donde realizó el ritual de caminar entre las dos montañas (sa'ee). Luego pasó a Al Hujūn; sin quitarse su ihram después del Sa'i, ya que tenía la intención de realizar el Hach Qirān, que implica realizar la Umrah y Hach juntas. Posteriormente, ordenó a los que habían llegado sin animales sacrificados que mantuvieran el ihram para la Umrah y realizaran Tawaf y Sa'i, para después quitarse su ihram.
En el ocaso del octavo día de Dhu al-Hijjah, Muhammad partió hacia Mina y realizó todas las oraciones desde Dhuhr hasta Faŷr, antes de partir hacia el monte Arafat la mañana siguiente. Mientras ascendía a la montaña, estaba rodeado por miles de peregrinos que cantaban Talbiyah y Takbir. Mahoma ordenó que se le erigiera una tienda en el lado este del monte Arafat en un lugar llamado Namirah. Descansó allí hasta que el sol pasó el cenit y luego montó su camello hasta llegar al valle de Uranah. Pronunció su último sermón del viernes (khutbah), conocido como el Sermón de despedida, a más de 100.000 sahaba, antes de dirigir las oraciones de Dhuhr y Asr en conjunto. Luego se trasladó a la llanura de Arafat y pasó la tarde en súplica. Según Al Mubarakpuri, el versículo 3 de la sura 5, Al-Ma'ida, le fue revelado a Mahoma después de haber pronunciado este sermón:

Hoy os he completado vuestra Práctica de Adoración, he culminado Mi bendición sobre vosotros y os he aceptado complacido el Islam como Práctica de Adoración.

Al atardecer del noveno día de Dhu al-Hijjah, Mahoma llegó a Muzdalifah y realizó su oración Isha y Maghrib antes de descansar. Al amanecer, oró y suplicó antes de regresar a Mina por la mañana y llevar a cabo el ritual de la lapidación del diablo, recitando el takbir cada vez que arrojaba una piedra al Jamrah. Ordenó entonces el sacrificio de los animales que había llevado. Él y sus compañeros comieron poco de lo que habían sacrificado y dieron el resto a la caridad. Después regresó a La Meca, realizó otro Tawaf y rezó el Zuhr en la Másyid al-Haram. Luego bebió del Zamzam antes de regresar a Mina el mismo día y continuar con la lapidación del diablo.  Pasó los siguientes tres días, el 11, 12 y 13 de Dhu al-Hijjah, conocidos como los Días de Tashrīq, en Mina realizando la lapidación del diablo. Al Mubarakpuri dice que Muhammad pronunció otro discurso el día 12, luego de la revelación de la Sura 110, An Nasr.